# Rio Sapucaí
O rio Sapucaí é um rio do estado de São Paulo, no Brasil. 

## Percurso
Nasce entre os municípios de Cajuru e Cássia dos Coqueiros na localização geográfica latitude 21º11'52" sul e longitude 47º10'58" oeste, cerca de nove quilômetros a leste da rodovia SP-338. Segue para o norte e passa cerca de quatro quilômetros a oeste da cidade de Santo Antônio da Alegria; atravessa a rodovia SP-351 a leste de Altinópolis; desvia 330 graus para noroeste.
Próximo à rodovia SP-336, recebe o rio Sapucaizinho (rio que nasce em Minas Gerais e que atravessa Patrocínio Paulista). Desvia 300 graus e passa pelos municípios de Guará , São Joaquim da Barra, Nuporanga e Ipuã até desaguar no rio Grande, na localização geográfica latitude 20º06'33" sul e longitude 48º26'28" oeste, próximo ao município de Guaíra. Nesse percurso, percorre cerca de 240 quilômetros, sendo bastante tortuoso em alguns trechos.

## Etimologia
"Sapucaí" é um termo oriundo da língua tupi antiga: significa "rio das sapucaias", através da junção de sapukaîa (sapucaia) e 'y (rio).

## Referência
- Mapa Rodoviário do Estado de São Paulo - (2004) - DER